# Geldnachfrage

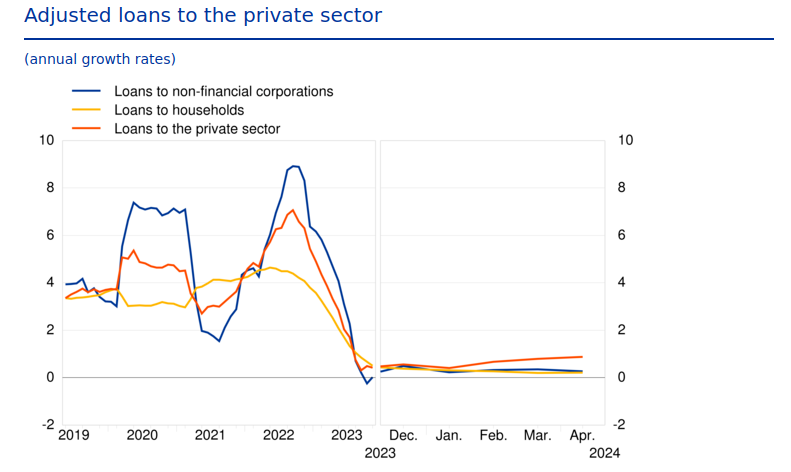
Beispiel (Kredit-)Geldnachfrage (adjusted loans) privater Sektoren des Euro-Raumes im Zeitraum 2019–April 2024.

Unter Geldnachfrage versteht man die Geldmenge, die auf dem Geldmarkt von den Wirtschaftssubjekten nachgefragt wird. Der Geldnachfrage steht das potenzielle bzw. eingeräumte Geldangebot gegenüber.

## Allgemeines
Der (latente) Geldbedarf wird erst zur Geldnachfrage, wenn die Wirtschaftssubjekte als Marktteilnehmer auf dem Geldmarkt auftreten und dort Geld (Bargeld, Buchgeld, Geldersatzmittel) nachfragen. Die Geldnachfrage resultiert aus dem Wunsch der Wirtschaftssubjekte (Privathaushalte, Unternehmen, der Staat mit seinen Untergliederungen wie öffentliche Verwaltung oder Staatsunternehmen), eine bestimmte Geldsumme als Kassenbestand zu halten.
Geldangebot und Geldnachfrage stammen von den Marktteilnehmern auf dem Geldmarkt, wozu die Zentralbanken (Geldangebot), Kreditinstitute, Finanzintermediäre und Großunternehmen aus dem Nichtbankensektor (Geldnachfrage) gehören. Auch Transaktionen des Interbankenhandels und des internationalen Kreditverkehrs zählen zur Geldnachfrage.
Handelsobjekte sind Zentralbankgeldguthaben, Tages- und Termingelder, Repo- und Leihegeschäfte, kurzfristige Wertpapiere (Geldmarktpapiere), Fazilitäten der Zentralbank (z. B. Hauptrefinanzierungsinstrument der EZB), Geldmarktderivate (Forward Rate Agreements, Overnight Index Swaps, Geldmarkt-Futures), Schatzanweisungen oder Wechsel.

## Entstehung der Geldnachfrage
Geldnachfrage entsteht aus der Notwendigkeit, die zeitlichen Abstände zwischen den Einnahmen und den Ausgaben zu überbrücken. Geldnachfrage entsteht daher, wenn Zahlungen etwa beim Kauf für Güter und Dienstleistungen (für Konsum oder Investitionen), zur Geldanlage oder zur Tilgung von Schulden erforderlich sind (Transaktionskasse). Besteht Ungewissheit über die Höhe des Transaktionsbedarfs, so entsteht Geldnachfrage zum Schutz vor Illiquidität (Vorsichtskasse). Auch Geld für Hortungszwecke wegen Preis- und Zinserwartungen (Spekulationskasse) lässt Geldnachfrage entstehen. Nimmt in der Volkswirtschaft das nominale Bruttoinlandsprodukt zuzüglich des Handels mit Gebrauchtgütern (Transaktionsvolumen) bei konstanter Umlaufgeschwindigkeit des Geldes zu, so steigt proportional die Geldnachfrage. Sie sinkt bei steigendem Zinsniveau.

## Geldnachfrage- oder Kassenhaltungstheorien
Die Geldnachfrage- oder Kassenhaltungstheorien analysieren die Determinanten der Geldnachfrage. Als Synonym für das Wort Geldhaltung wird in der Geldnachfragetheorie oft der Begriff Kassenhaltung verwendet. Gemeint ist damit die Haltung von Geld im engeren Sinne, also Bargeld, Zahlungsmittel und Buchgeld. Die Geldnachfragetheorien implizieren, dass Geld nicht nur für Konsum und Investitionen, sondern auch für Geldanlagen gehalten wird.

### Klassiker
Die aus 1885 stammende Quantitätsgleichung des Simon Newcomb präzisierte Irving Fisher im Jahre 1911, wonach das Produkt aus der Geldmenge {\displaystyle M} und der Umlaufgeschwindigkeit des Geldes {\displaystyle V} dem Produkt aus Preisniveau {\displaystyle P} und realem Transaktionsvolumen {\displaystyle T} entspricht:
{\displaystyle M\cdot V=P\cdot T}.
Die linke Seite der Identitätsgleichung stellt die Geldnachfrage dar, die für die Transaktionen (Käufe) erforderlich ist. Bei konstanter Umlaufgeschwindigkeit des Geldes führt eine Zunahme der Geldmenge zu einer proportionalen Zunahme des Produkts aus Transaktionsvolumen und Preisen.
Arthur Cecil Pigou (1917) und Alfred Marshall (1923) zufolge beruht die Geldnachfrage auf der Abwägung von Kosten und Nutzen für den Nachfrager, wobei der Nutzen der Geldhaltung in der Erleichterung von Transaktionen und die Kosten aus entgangenen Erträgen alternativer Geldanlagen (Opportunitätskosten) bestehe. Pigou verband die Geldnachfrage mit der hierdurch entstehenden Kaufkraft, also mit
{\displaystyle {\frac {M}{P}}}.
Pigou ging davon aus, dass das Einkommen {\displaystyle Y\,} die Hauptdeterminante der Geldnachfrage ist. Die gesamtwirtschaftliche Geldnachfrage ist demnach unter Berücksichtigung des Kassenhaltungskoeffizienten {\displaystyle k\,}:
{\displaystyle {\frac {M}{P}}=kY}.
Pigou und Marshall gingen davon aus, dass die (nominale) Geldnachfrage proportional vom Preisniveau und dem Transaktionsvolumen abhängt. Geld wird solange nachgefragt, bis sein Grenzertrag dem Grenzertrag alternativer Verwendungen entspricht. Das Vermögen ist so strukturiert, dass der Grenznutzen aller Anlageformen gleich ist.

### Motive der Geldnachfrage nach Keynes
Hieraus leitete John Maynard Keynes im Februar 1936 in seiner Liquiditätspräferenztheorie das Transaktionsmotiv der Geldnachfrage ab und fügte das Vorsichts- und Spekulationsmotiv hinzu. Danach resultiert die gesamte Geldnachfrage aus Transaktions-, Vorsichts- und Spekulationskasse, der so genannten Liquiditätspräferenz (englisch liquidity preference). Während die Transaktionskasse zur Abwicklung der geplanten – aber zeitlich und betragsmäßig nicht deckungsgleich anfallenden – Ein- und Auszahlungen gehalten wird, dient die Vorsichtskasse als Puffer für unvorhergesehene Einnahmen-/Ausgabenströme, die Spekulationskasse ist eine Form der Vermögensanlage. Sie korreliert positiv mit dem Volkseinkommen und negativ mit dem herrschenden Zinsniveau.

#### Transaktionskassenmotiv
Die Klassiker sehen in Geld vor allem ein Tauschmittel, welches den Tauschhandel zwischen spezialisierten Wirtschaftssubjekten erlaubt. Man spricht auch von der Transaktionskasse. Das Halten einer Transaktionskasse dient dem Zweck, die zeitliche Verteilung von Ein- und Ausgaben auszugleichen. Der Umfang der Transaktionskasse hängt von den Größen Zahlungsrhythmus und Umsatz ab.
Man nimmt an, es gibt einen Haushalt, der alle Haushalte repräsentiert und eine Unternehmung, die alle Unternehmungen repräsentiert. Ohne Beschränkung der Allgemeinheit wird noch weiter abstrahierend angenommen, dass der Haushalt Arbeitsleistungen verkauft und die Unternehmung Güter verkauft. Der durchschnittliche Kassenbestand (durchschnittliche Transaktionskasse) beider Wirtschaftseinheiten verändert sich, wenn sich der Zahlungsrhythmus (zeitliche Verteilung von Ein- und Ausgaben) oder die Höhe der Umsätze verändert. Wenn die durchschnittliche Transaktionskasse bei festgelegtem Jahresumsatz durch den Zahlungsrhythmus determiniert wird, so wird sie umgekehrt bei fixem Zahlungsrhythmus durch die Höhe der Jahresumsätze bestimmt. Im Modell mit gegebenem Zahlungsrhythmus der Zahlungen besteht folgende Beziehung:
{\displaystyle L_{t}=L_{t}(h)=\gamma \cdot h\quad {\text{mit}}\quad \gamma >0}.
Hierin sind:
{\displaystyle \gamma }: Proportionalitätskonstante (abhängig von der Länge des Planungszeitraumes)
{\displaystyle L_{t}}: Durchschnittliche Transaktionskasse einer Wirtschaftseinheit
{\displaystyle h}: Umsatz der Wirtschaftseinheit
Die Nachfrage nach Geld als Zahlungsmittel ist gemäß der Quantitätsgleichung umso höher, je höher das Einkommen und das Preisniveau sind und je geringer die Umlaufgeschwindigkeit ist.

#### Spekulationskassenmotiv
Ergänzend zur (neo-)klassischen Betrachtungsweise ergänzte Keynes in seinem Totalmodell die Geldhaltung zu Transaktionszwecken um die Geldhaltung zu Wertaufbewahrungszwecken. Diese bezeichnete er als Spekulationskasse:
{\displaystyle L_{S}=L_{S}(i)}.
mit
{\displaystyle i}: Marktzins
Individuen teilen ihr Vermögen auf in Geld und andere Reinvermögensbestandteile (etwa Sachkapital o. a.). Ihr Ziel ist es, das erwartete Vermögen zu maximieren (Risikodiversifikationsaspekte zur Risikominderung wurden ursprünglich nicht explizit betrachtet). Erwarten die Wirtschaftssubjekte beispielsweise fallende Wertpapierkurse (da in diesem Zusammenhang unter Wertpapieren i. d. R. Anleihen verstanden werden, korrespondieren fallende Kurse mit steigenden Renditen), dann bietet die Geldhaltung die Möglichkeit, erwartete Kursverluste zu vermeiden (Spekulationskasse). Allerdings bedingt das Halten von Geld Opportunitätskosten in Form entgangener Zinserträge. Die Geldnachfrage aus dem Spekulationsmotiv hängt daher negativ vom herrschenden Zinsniveau {\displaystyle i} ab.

#### Vorsichtskassenmotiv
Neben der Spekulationskasse führte Keynes auch die Vorsichtskasse ein:
{\displaystyle L_{v}=L_{v}(h,i)}.
Sie enthält Geld, das von den Wirtschaftssubjekten (genauer: den Nichtbanken) gehalten wird, um unvorhergesehene Transaktionen durchführen zu können. Sie ist notwendig, weil die Wirtschaftssubjekte unsicher über ihre zukünftige Situation sind und diese nicht genau vorhersehen können.
Je höher das Einkommen, desto größer ist der reale Umfang der Vorsichtskasse. Das liegt daran, dass mit zunehmendem Einkommen auch mehr (vorhersehbare) Transaktionen getätigt werden (siehe Transaktionskasse), die wiederum Unsicherheiten über notwendige Ersatzkäufe oder Reparaturen mit sich bringen. Die Vorsichtskasse wird in Modellen häufig nicht eigenständig berücksichtigt, sondern zur Vereinfachung unter der Transaktionskasse subsumiert.
Planungssicherheit, die aus Vertrauen entsteht, vermindert das Bestreben, hohe Einlagen in der Vorsichtskasse zu hinterlegen. Deshalb investieren einige Investoren vorausschauend in Aktivitäten, die Vertrauen und Planungssicherheit erzeugen.

### Monetarismus
Der Begründer des Monetarismus, Milton Friedman, betrachtete 1956 die Geldnachfrage als eine der zahlreichen Möglichkeiten, Vermögen anzulegen, wozu er neben dem Geld selbst und Sachkapital auch das Humankapital (Arbeitsleistung) rechnete. Eine wesentliche Determinante der Geldnachfrage stellen für ihn die Kosten der Geldhaltung dar, wozu vor allem das erwartete Preisniveau gehört. Auch die Präferenzen hinsichtlich der Geldverwendung spielten für ihn eine Rolle. Die Keynes‘sche Vorsichts- und Spekulationskasse lehnte er ab. Friedman vertrat 1970 die These, dass die Zentralbank eine Geldvermehrung herbeiführen könne, die sich nicht am Wachstum der Geldnachfrage orientiere. Durch das zusätzliche Geldangebot sinken die Zinsen, die Wirtschaftssubjekte seien jedoch nicht bereit, den größeren Teil der zusätzlichen Zahlungsmittel als Kasse zu halten, weil die wichtigeren Determinanten der Geldnachfrage – Realeinkommen und Preise – vom größeren Geldangebot zunächst nicht berührt würden.
Als ab 1973 das Federal Reserve System die Geldmenge M1 nach monetaristischem Konzept steuerte, musste es eine instabile Geldnachfrage feststellen und brach 1982 das Experiment ab. Alan Greenspan verfolgte ab 1987 ein eher keynesianisches Konzept und ging von instabiler Geldnachfrage aus.

## Determinanten der Geldnachfrage
Die Geldnachfrage verändert sich proportional zum Volkseinkommen. Steigt der Zinssatz, sinkt die Geldnachfrage und umgekehrt. Ursachen der Geldnachfrage können sowohl nicht monetärer Art sein (Güternachfrage auf dem Gütermarkt für Konsum oder Investitionen) als auch monetärer Art sein (Geldnachfrage auf dem Geldmarkt zum Erwerb von Finanzprodukten). Die Geldnachfrager können den nominalen, in Geldeinheiten ausgedrückten Bestand der Geldmenge nicht verändern, weil partielle Kassenminderungen zwangsläufig entsprechende Kassenerhöhungen anderer Marktteilnehmer zur Folge haben und umgekehrt.

## Arten
Man unterscheidet zwischen der nominalen und realen Geldnachfrage. Die nominale Geldnachfrage ist die individuelle Nachfrage nach einer gegebenen Geldeinheit (beispielsweise Euro). Die reale Geldnachfrage wird in Gütereinheiten ausgedrückt, also die Anzahl von Gütern/Dienstleistungen, die man mit Geld kaufen kann. Beträgt beispielsweise die nominale Geldnachfrage 100 Euro und das Preisniveau für eine Ware liegt bei 2 Euro pro Stück, dann beläuft sich die reale Geldnachfrage auf 50 Gütereinheiten. Verdoppelt sich das Preisniveau inflationsbedingt auf 4 Euro, so sinkt die reale Geldnachfrage auf 25 Gütereinheiten. Milton Friedman nahm an, dass die nominale Geldnachfrage bei steigendem Preisniveau zunimmt, damit Wirtschaftssubjekte stets über eine konstante reale Geldnachfrage verfügten. Heute gilt jedoch, dass die Inflation zu einer Reduzierung der realen Geldnachfrage führt, Deflation dagegen zu ihrer Erhöhung.

## Geldmarktgleichgewicht
Das Geldmarktgleichgewicht stellt sich auf dem Geldmarkt ein, wenn die Geldnachfrage {\displaystyle L} mit dem Geldangebot {\displaystyle M} übereinstimmt:
{\displaystyle L=M}.
Diese so genannte LM-Funktion führt weder zu Inflation noch zu Deflation auf dem Gütermarkt. Stimmen Geldnachfrage und Geldangebot nicht überein, liegt entweder eine Geldlücke
{\displaystyle L>M}
oder umgekehrt ein Geldüberhang vor. Geldlücke oder Geldüberhang erzeugen inflatorische oder deflatorische Wirkungen und werden deshalb im Rahmen der Geldpolitik von den Zentralbanken durch Steuerung des Geldangebots beseitigt.

## Weitere Theorien der Geldnachfrage
Neben den in der Makroökonomik gängigen Theorien der Geldnachfrage von Keynes und Fisher erlangte auch das Baumol–Tobin-Modell Bekanntheit. Das Modell beschreibt einen Trade-off zwischen Geldnachfrage und Nachfrage nach zinsgebenden Bonds in Abhängigkeit von gewünschten Transaktionen während einer bestimmten Periode. Wirtschaftssubjekte entscheiden also zwischen nicht verzinstem Geld und verzinsten Bonds. Die optimalen Transaktionen hängen ihrerseits wiederum von den Transaktionenkosten und dem Marktzins ab. Der Hauptunterschied zu Keynes ist, dass die Annahme getroffen wird, dass das verfügbare Geld im Laufe der Periode vollständig und gleichmäßig ausgegeben wird und somit das einzige Entscheidungsproblem darin besteht, welchen Anteil der jeweils Entscheidende zu Beginn der Periode in Bonds investiert und wie viel in Geld gehalten wird. Einen höheren Anteil des Einkommens in Bonds zu investieren liefert demnach mehr Geld durch zinsen, zwingt jedoch dazu, mehr Transaktionen zu tätigen, um die nicht liquiden Bonds wieder in Geld zu tauschen. Nach Baumol und Tobin führen demnach höhere Transaktionskosten zu dem Wunsch, mehr Geld zu halten, da Individuen die höheren Kosten beim Tausch von Bonds in Währung vermeiden und weniger Bonds nachfragen. Aus dem Modell lassen sich auch Implikationen für die Elastizitäten der Geldnachfrage ableiten.